# 제탈선
제탈 철도선(Seetalbahn)은 스위스 렌츠부르크와 루체른 사이의 스위스 연방 철도의 1,435mm 표준궤 노선이다. 이 노선은 1883년 영국 투자자가 소유한 스위스 호수 계곡 철도 회사에 의해 개통되었다. 이 노선은 이어 슈바이처리쉬 제탈반 게젤샤프트(SthB)의 소유가 되었다.
건설될 때 이 노선은 거의 전체에 평행 도로를 따라 마을 내를 달리며, 도로와 주택을 분리 하는 도로변 트램웨이의 특성을 많이 가지고 있었다. 안전 기록을 개선하기 위해 재건했지만, 이런 종류의 노선이 현재까지 많이 남아 있다.

## 역사

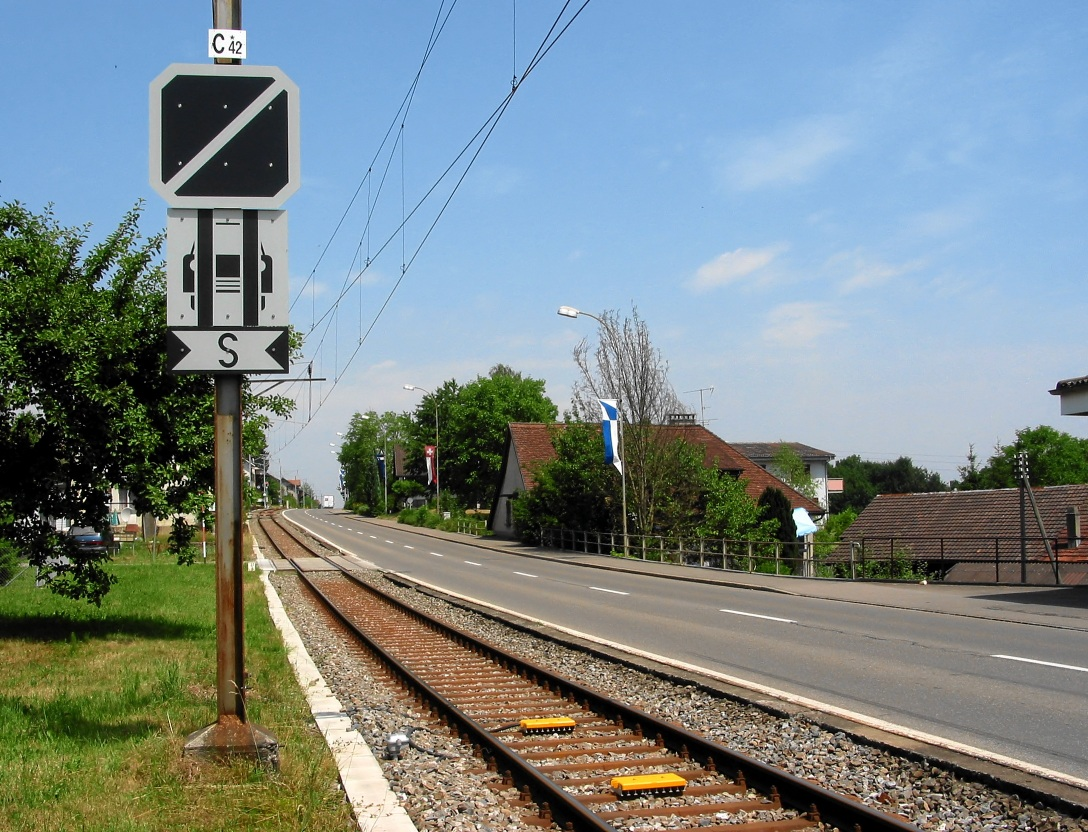
전형적인 도로 측면 트랙

### 시작
제탈 계곡 지역 사회에서는 처음에 바젤에서 루체른까지의 주요 노선이 계곡을 통과하기를 희망했지만, 스위스 중앙 철도는 초핑엔, 주르제 및 젬파흐를 통한 경로를 선택했다. 거의 동시에 엔지니어 테어도어 루츠(Theodor Lutz)는 지역 철도 건설을 위한 개념을 설계했다. 그의 생각에 따르면, 이 철도는 기존 도로의 사용을 공유해야 하며, 이는 어쨌든 새로 개통된 철도에서 가장 많은 교통량을 잃게 된다. 또한 이를 통해 지역 열차가 도심으로 직접 진입할 수 있게 되었다.
루츠는 런던의 투자자들로부터 자금을 조달하여, 제탈을 통해 자신의 아이디어를 실행에 옮겼다. 1882년 8월 22일 스위스 호수 계곡 철도 회사(Lake Valley of Switzerland Railway Company)가 런던에 설립되었다.
1883년 9월 3일 첫 번째 구간이 개통되었다. 승객 중에는 할빌러제 및 발데커제 호수로 관광 여행을 하는 루체른의 관광객도 포함되어 있다. 메인 노선의 확장과 바인빌과 베로뮌스터 사이의 짧은 분기 노선이 이어졌다.

### 소유권 변경
영국 투자자들의 수익성 있는 기대는 충족되지 않았고, 그래서 1894년에 노선을 새로 설립된 슈바이처리쉬 제탈반 AG(SthB)에 매각했다. 그들은 레스토랑 마차의 도입을 포함하여 다양한 개선을 했다. 그들은 또한 1910년에 5.5kV 25Hz AC로 전기 서비스를 시작한 스위스 철도의 전철화의 개척자였다. 그들의 노력에도 불구하고 노선은 수익성이 없었다.
1922년 이 노선은 스위스 연방에 인수되어 스위스 연방 철도(SBB)에 통합되었다. 1930년에 SBB는 전기를 15kV 16.7Hz AC의 표준으로 수정했다. 1997년에 바인빌과 베로뮌스터 사이의 지선이 폐쇄되었다. 이제 사이클 경로의 일부를 형성한다.

### 재건

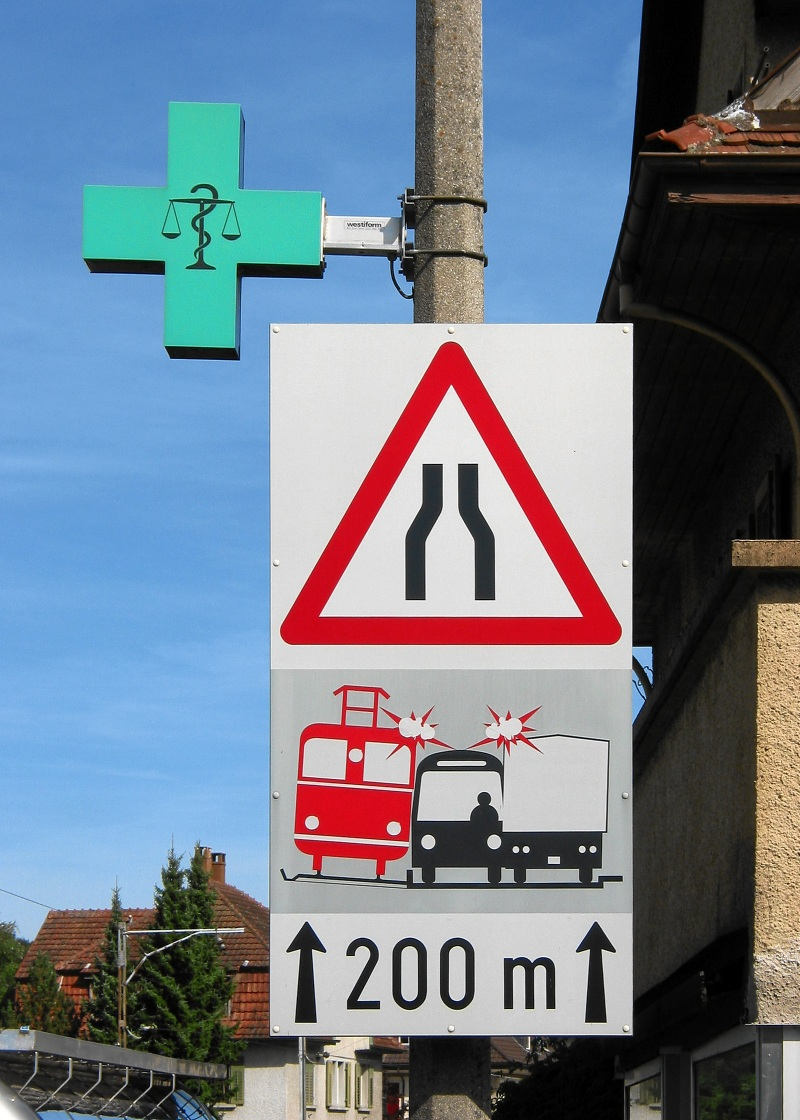
노선의 도로와 레일의 근접 위험을 그래픽으로 경고하는 표지판

20세기 말까지 제탈반은 모든 SBB 노선 중 가장 최악의 안전 기록을 남겼다. 1987년과 1992년 사이에 이 노선은 SBB의 모든 수평 건널목 사고의 약 절반을 차지했으며, 이 노선에서 9명의 사망자가 발생했다. 따라서 안전 개선이 노선의 주요 목표였다.
이 노선의 기반 시설은 도로변 트램웨이 또는 경전철의 속성을 많이 갖고 있지만, 더 넓은 폭과 더 긴 정지거리를 가진 표준 대형 철도 차량을 사용하여 운영되었다. 선로를 보다 전통적인 중철도로 재편하는 것을 포함하여 다양한 옵션이 조사되었지만, 이것은 선을 따라 마을의 중심부까지 대중교통을 제공하는 매력을 잃는 것과 함께 매우 높은 비용이라는 두 가지 단점이 있었다.
경전철로의 전환도 논의 되었고 1998년 자르브뤼켄 트램웨이의 차량이 노선에 시험 운행되었다. 결국 이 노선을 위한 새로운 중철도 차량을 제작하기로 결정했지만, 저층과 제한된 2.7m 너비를 사용한다. 폭의 감소는 렌츠부르크와 히츠키르히(Hitzkirch) 사이의 북쪽 구간에 있는 기반 시설을 재구성하여 평행 도로와 수평 교차로 사이에 더 많은 공간을 제공하도록 했다.
새로운 철도 차량의 향상된 브레이크는 최대 40km/h의 속도로 마을을 통과하는 트램웨이와 같은 '보이지 않는' 작동을 허용하는 반면, 노선의 다른 부분의 속도는 80km/h로 증가했다. 충돌을 피하기 위해 노선의 다른 부분을 재정렬하고 가능한 한 많은 교차점을 제거했다.

## 운행

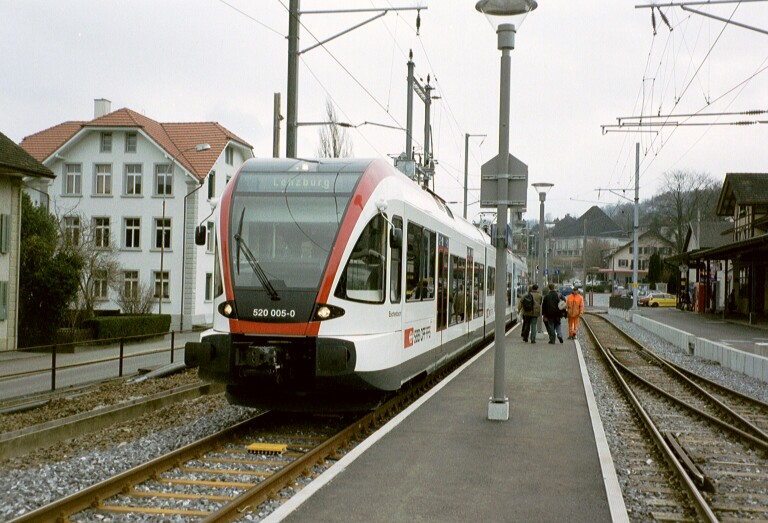
바인빌 암 제역의 RABe 520 철도 차량

적재 게이지 너비가 5m에서 3.8m로 감소한 결과, 특별히 허가된 차량만이 렌츠부르크와 히츠키르히 사이의 북쪽 구간을 이용할 수 있다. 루체른에서 히츠키르히까지 남쪽 구간은 여전히 정상적인 모습을 하고 있어 화물과 기타 교통이 원활하게 운영되고 있다.
여객 서비스는 슈타들러 GTW 열차의 2.7m 너비, 4개 섹션 변형인 SBB RABe 520에 의해 운영된다. 이 변형은 제탈선을 위해 특별히 제작되었지만, SBB 네트워크의 모든 위치에서 작동하도록 승인되었다. 이 노선의 여객 서비스는 30분 간격으로 운행되며, 루체른 S-반의 S9 서비스로 지정된다.